# Kisújbánya
Kisújbánya (nje. Neuglashütte) je selo u južnoj Mađarskoj.

## Zemljopisni položaj
Nalazi se istočnim obroncima gore Mečeka (mađ. Mecsek), na 46°9' sjeverne zemljopisne širine i 18°21' istočne zemljopisne dužine, 4 km od Senasluva.

## Upravna organizacija
Upravno pripada selu Hetinju u komlovskoj mikroregiji u Baranjskoj županiji. 

## Vanjske poveznice
- (mađ.) Kisújbánya honlapja
- (mađ.) Kisújbánya a Vendégvárón  Arhivirana inačica izvorne stranice od 27. rujna 2007. (Wayback Machine)
- (mađ.) Kisújbánya  Arhivirana inačica izvorne stranice od 1. listopada 2007. (Wayback Machine)
- Kisújbánya na fallingrain.com